# Список призёров летних Олимпийских игр 1980
Ниже представлен список всех призёров летних Олимпийских игр 1980 года, проходивших в Москве с 19 июля по 3 августа 1980 года. В соревнованиях принял участие 5179 спортсменов (1115 женщин и 4064 мужчины) из 80 НОК. Было разыграно 203 комплекта медалей (165 среди мужчин, 127 среди женщин и 10 в смешанных соревнованиях) в 22 видах спорта.
Американский президент Джимми Картер призвал бойкотировать Игры связи со вторжением СССР в Афганистан в декабре 1979 года. Некоторые страны, такие как Великобритания и Австралия, поддержали бойкот, но позволили спортсменам самим решать, ехать в Москву или нет. Американским спортсменам не была предоставлена такая свобода выбора, так как Картер пригрозил отозвать паспорт любого спортсмена, который попытается поехать на Олимпийские игры в Москве. В итоге спортсмены 67 стран не участвовали в играх, причем 45-50 из этих стран, вероятнее всего, отсутствовали из-за бойкота. Всего в играх приняли участие представители 80 стран, что стало самым низким показателем с Олимпийских игр 1956 года. Несмотря на это, спортсмены восьми стран впервые приняли участие на Олимпийских играх: Ангола, Ботсвана, Кипр, Лаос, Мозамбик, Никарагуа и Сейшельские Острова. Но ни одна из новоприбывших стран не смогла завоевать медаль. Несмотря на то, что спортсмены из 36 стран стали призёрами Игр, подавляющее большинство медалей выиграли спортсмены из СССР. Команда Зимбабве была приглашена принять участие в соревнованиях только за пять недель до церемонии открытия, но она выиграла неожиданную золотую медаль в хоккее на траве среди женщин. Советский гимнаст Александр Дитятин стал призёром во всех дисциплинах спортивной гимнастики, став первым человеком завоевавший восемь медалей на одних Олимпийских играх. Кубинский боксёр Теофило Стивенсон, выступавший в супертяжёлом весе, выиграл третью золотую медаль Игр, а Герд Вессиг из ГДР стал первым прыгуном в высоту, установившим мировой рекорд на Олимпийских играх. В соревнованиях по академической гребле среди двоек распашных победителями и серебряными призёрами стали братья-близнецы из ГДР (Бернд и Йорг Ландфойгты) и СССР (Николай и Юрий Пименовы) соответственно.
Спортсмены СССР завоевали рекордные 195 (80 золотых) медалей, что является вторым лучшим результатом в истории Олимпийских игр.

## Академическая гребля

### Мужчины
| Дисциплина                      | Золото | Серебро | Бронза |
| Одиночки                        | Пертти Карппинен (FIN) | Василий Якуша (URS) | Петер Керстен (GDR) |
| Двойки парные                   | ГДР · Йоахим Драйфке · Клаус Крёппелин | Югославия · Зоран Панчич · Милорад Станулов | Чехословакия · Зденек Пецка · Вацлав Вохоска |
| Четвёрки парные                 | ГДР · Франк Дундр · Карстен Бунк · Уве Хеппнер · Мартин Винтер                                                                                              | СССР · Юрий Шапочка · Евгений Барбаков · Валерий Клешнёв · Николай Довгань | Болгария · Минчо Николов · Любомир Петров · Иво Русев · Богдан Добрев |
| Двойки распашные без рулевого   | ГДР · Йорг Ландфойгт · Бернд Ландфойгт | СССР · Юрий Пименов · Николай Пименов | Великобритания · Чарльз Уиггин · Малкольм Кармайкл |
| Двойки распашные с рулевым      | ГДР · Харальд Ерлинг · Фридрих-Вильхельм Ульрих · Георг Шпор (рулевой)                                                                                      | СССР · Виктор Переверзев · Геннадий Крючкин · Александр Лукьянов (рулевой) | Югославия · Душко Мрдуляш · Златко Целент · Йосип Реич (рулевой) |
| Четвёрки распашные без рулевого | ГДР · Зигфрид Брицке · Андреас Деккер · Штефан Земмлер · Юрген Тиле                                                                                         | СССР · Алексей Камкин · Валерий Долинин · Александр Кулагин · Виталий Елисеев                                                                                                 | Великобритания · Джон Битти · Иан Макнафф · Дэвид Таунсенд · Мартин Кросс |
| Четвёрки распашные с рулевым    | ГДР · Дитер Вендиш · Вальтер Диснер · Улльрих Диснер · Готтфрид Дён · Андреас Грегор (рулевой)                                                              | СССР · Артурс Гаронскис · Димантс Кришьянис · Дзинтарс Кришьянис · Жоржс Тикмерс · Юрис Берзиньш (рулевой)                                                                    | Польша · Гжегож Стелляк · Адам Томасяк · Гжегож Новак · Рышард Стаднюк · Рышард Кубяк (рулевой)                                                                                     |
| Восьмёрки                       | ГДР · Бернд Краус · Ханс-Петер Коппе · Ульрих Конс · Йёрг Фридрих · Йенс Добершюц · Ульрих Карнац · Уве Дюринг · Бернд Хёинг · Клаус-Дитер Людвиг (рулевой) | Великобритания · Данкан Макдугалл · Алан Уитвелл · Генри Клей · Крис Махоуни · Эндрю Джастис · Джон Притчард · Малкольм Макгоуэн · Ричард Стэнхоуп · Колин Мойнихэн (рулевой) | СССР · Виктор Какошин · Андрей Тищенко · Александр Ткаченко · Йонас Пинскус · Йонас Нармонтас · Андрей Лугин · Александр Манцевич · Игорь Майстренко · Григорий Дмитренко (рулевой) |

### Женщины
| Дисциплина                   | Золото | Серебро | Бронза |
| Одиночки                     | Санда Тома (ROU) | Антонина Махина (URS) | Мартина Шрётер (GDR) |
| Двойки парные                | СССР · Елена Хлопцева · Лариса Попова | ГДР · Корнелия Линзе · Хайди Вестфаль | Румыния · Валерия Рэчилэ · Ольга Хомеги |
| Четвёрки парные с рулевой    | ГДР · Сибилла Райнхардт · Ютта Плох · Ютта Лау · Росвита Цобельт · Лиане Бур (рулевая) · Гизела Медефиндт                                                   | СССР · Антонина Пустовит · Елена Матиевская · Ольга Васильченко · Надежда Любимова · Нина Черемисина (рулевая) · Наталья Казак (рулевая)                                    | Болгария · Марияна Сербезова · Румеляна Бончева · Долорес Накова · Анка Бакова · Анка Георгиева                                                                                       |
| Двойки распашные без рулевой | ГДР · Уте Штайндорф · Корнелия Клир | Польша · Малгожата Длужевская · Чеслава Костяньская | Болгария · Сийка Барбулова · Стоянка Груйчева |
| Четвёрки распашные с рулевой | ГДР · Рамона Капхайм · Сильвия Фрёлих · Ангелика Ноак · Роми Зальфельд · Кирстен Венцель (рулевая)                                                          | Болгария · Гинка Гюрова · Марийка Модева · Рита Тодорова · Искра Велинова · Надя Филипова (рулевая)                                                                         | СССР · Мария Фадеева · Галина Советникова · Марина Студнева · Светлана Семёнова · Нина Черемисина (рулевая) · Наталья Казак (рулевая)                                                 |
| Восьмёрки                    | ГДР · Мартина Бёслер · Керстен Найссер · Кристиане Кёпке · Биргит Шюц · Габриеле Кюн · Илона Рихтер · Марита Зандиг · Карин Метце · Марина Вильке (рулевая) | СССР · Ольга Пивоварова · Нина Уманец · Надежда Прищепа · Валентина Жулина · Татьяна Стеценко · Нина Преображенская · Елена Терёшина · Мария Пазюн · Нина Фролова (рулевая) | Румыния · Анджелика Апостяну · Марлена Предеску-Загони · Родика Фрынту · Флорика Букур · Родика Пушкату · Ана Ильюцэ · Мария Константинеску · Елена Бондар · Елена Добрицою (рулевая) |

## Баскетбол
| Дисциплина | Золото | Серебро | Бронза |
| Мужчины    | ЮгославияАндро Кнего · Драган Кичанович · Райко Жижич · Миховил Накич · Желько Ерков · Бранко Скроче · Зоран Славнич · Крешимир Чосич · Ратко Радованович · Дуе Крстулович · Дражен Далипагич · Мирза Делибашич                                        | ИталияФабрицио Делла Фьори · Марко Сольфрини · Марко Бонамико · Дино Менегин · Ренато Виллальта · Ренцо Веккьято · Пьерлуиджи Марцорати · Пьетро Дженерали · Ромео Саккетти · Роберто Брунамонти · Майкл Сильвестер · Энрико Джиларди                  | СССРСтанислав Еремин · Валерий Милосердов · Сергей Тараканов · Александр Сальников · Андрей Лопатов · Николай Дерюгин · Сергей Белов · Владимир Ткаченко · Анатолий Мышкин · Сергеюс Йовайша · Александр Белостенный · Владимир Жигилий |
| Женщины    | СССРАнгеле Рупшене · Любовь Шармай · Вида Беселене · Ольга Барышева-Коростелёва · Татьяна Овечкина · Надежда Шуваева-Ольхова · Ульяна Семёнова · Людмила Рогожина · Нелли Ферябникова · Ольга Сухарнова · Татьяна Захарова-Надырова · Татьяна Ивинская | БолгарияНадка Голчева · Пенка Методиева · Петкана Макавеева · Снежана Михайлова · Ваня Дерменджиева · Красимира Богданова · Ангелина Михайлова · Диана Брайнова · Евладия Славчева-Стефанова · Костадинка Радкова · Сильвия Германова · Пенка Стоянова | ЮгославияВера Дурашкович · Мерсада Бечирспахич · Елица Комненович · Мира Бьедов · Вукица Митич · Саня Ожегович · София Пекич · Мария Тонкович · Зорица Дуркович · Весна Деспотович · Биляна Майсторович · Ясмина Перазич                |

## Бокс
| Дисциплина  | Золото                   | Серебро                   | Бронза                    |
| До 48 кг    | Шамиль Сабиров (URS)     | Иполито Рамос (CUB)       | Ли Бён Ук (PRK)           |
| До 48 кг    | Шамиль Сабиров (URS)     | Иполито Рамос (CUB)       | Исмаил Мустафов (BUL)     |
| До 51 кг    | Пётр Лесов (BUL)         | Виктор Мирошниченко (URS) | Хью Расселл (IRL)         |
| До 51 кг    | Пётр Лесов (BUL)         | Виктор Мирошниченко (URS) | Янош Варади (HUN)         |
| До 54 кг    | Хуан Эрнандес (CUB)      | Бернардо Пиньянго (VEN)   | Майкл Энтони (GUY)        |
| До 54 кг    | Хуан Эрнандес (CUB)      | Бернардо Пиньянго (VEN)   | Думитру Чипере (ROU)      |
| До 57 кг    | Руди Финк (GDR)          | Адольфо Орта (CUB)        | Виктор Рыбаков (URS)      |
| До 57 кг    | Руди Финк (GDR)          | Адольфо Орта (CUB)        | Кшиштоф Коседовский (POL) |
| До 60 кг    | Анхель Вера Эррера (CUB) | Виктор Демьяненко (URS)   | Рихард Новаковский (GDR)  |
| До 60 кг    | Анхель Вера Эррера (CUB) | Виктор Демьяненко (URS)   | Казимеж Адах (POL)        |
| До 63,5 кг  | Патрицио Олива (ITA)     | Серик Конакбаев (URS)     | Энтони Уиллис (GBR)       |
| До 63,5 кг  | Патрицио Олива (ITA)     | Серик Конакбаев (URS)     | Хосе Агилар (CUB)         |
| До 67 кг    | Андрес Альдама (CUB)     | Джон Мугаби (UGA)         | Карл-Хайнц Крюгер (GDR)   |
| До 67 кг    | Андрес Альдама (CUB)     | Джон Мугаби (UGA)         | Казимеж Щерба (POL)       |
| До 71 кг    | Армандо Мартинес (CUB)   | Александр Кошкин (URS)    | Ян Франек (TCH)           |
| До 71 кг    | Армандо Мартинес (CUB)   | Александр Кошкин (URS)    | Детлеф Кестнер (GDR)      |
| До 75 кг    | Хосе Гомес (CUB)         | Виктор Савченко (URS)     | Валентин Силаги (ROU)     |
| До 75 кг    | Хосе Гомес (CUB)         | Виктор Савченко (URS)     | Ежи Рыбицкий (POL)        |
| До 81 кг    | Слободан Качар (YUG)     | Павел Скшеч (POL)         | Херберт Баух (GDR)        |
| До 81 кг    | Слободан Качар (YUG)     | Павел Скшеч (POL)         | Рикардо Рохас (CUB)       |
| Свыше 81 кг | Теофило Стивенсон (CUB)  | Пётр Заев (URS)           | Иштван Леваи (HUN)        |
| Свыше 81 кг | Теофило Стивенсон (CUB)  | Пётр Заев (URS)           | Юрген Фангхенель (GDR)    |

## Борьба

### Греко-римская борьба
| Дисциплина   | Золото                     | Серебро                     | Бронза                 |
| До 48 кг     | Жаксылык Ушкемпиров (URS)  | Константин Александру (ROU) | Ференц Шереш (HUN)     |
| До 52 кг     | Вахтанг Благидзе (URS)     | Лайош Рац (HUN)             | Младен Младенов (BUL)  |
| До 57 кг     | Шамиль Сериков (URS)       | Юзеф Липень (POL)           | Бенни Юнгбек (SWE)     |
| До 62 кг     | Стелиос Мигиакис (GRE)     | Иштван Тот (HUN)            | Борис Крамаренко (URS) |
| До 68 кг     | Штефан Русу (ROU)          | Анджей Супрон (POL)         | Ларс-Эрик Шёльд (SWE)  |
| До 74 кг     | Ференц Кочиш (HUN)         | Анатолий Быков (URS)        | Микко Хухтала (FIN)    |
| До 82 кг     | Геннадий Корбан (URS)      | Ян Долгович (POL)           | Павел Павлов (BUL)     |
| До 90 кг     | Норберт Нёвеньи (HUN)      | Игорь Каныгин (URS)         | Петре Дику (ROU)       |
| До 100 кг    | Георгий Райков (BUL)       | Роман Берла (POL)           | Василе Андрей (ROU)    |
| Свыше 100 кг | Александр Колчинский (URS) | Александр Томов (BUL)       | Хасан Бишара (LIB)     |

### Вольная борьба
| Дисциплина   | Золото                     | Серебро                   | Бронза                        |
| До 48 кг     | Клаудио Поллио (ITA)       | Чан Со Хон (PRK)          | Сергей Корнилаев (URS)        |
| До 52 кг     | Анатолий Белоглазов (URS)  | Владислав Стецик (POL)    | Нермедин Селимов (BUL)        |
| До 57 кг     | Сергей Белоглазов (URS)    | Ли Хо Пён (PRK)           | Дугарсюрэнгийн Оюунболд (MGL) |
| До 62 кг     | Магомед-Гасан Абушев (URS) | Михо Дуков (BUL)          | Георгиос Хадзииоаннидис (GRE) |
| До 68 кг     | Сайпулла Абсаидов (URS)    | Иван Янков (BUL)          | Шабан Сейди (YUG)             |
| До 74 кг     | Валентин Райчев (BUL)      | Жамцын Даваажав (MGL)     | Даниэль Карабин (TCH)         |
| До 82 кг     | Исмаил Абилов (BUL)        | Магомедхан Арацилов (URS) | Иштван Ковач (HUN)            |
| До 90 кг     | Санасар Оганисян (URS)     | Уве Нойперт (GDR)         | Александр Цихонь (POL)        |
| До 100 кг    | Илья Мате (URS)            | Славчо Червенков (BUL)    | Юлиус Стрниско (TCH)          |
| Свыше 100 кг | Сослан Андиев (URS)        | Йожеф Балла (HUN)         | Адам Сандурский (POL)         |

## Велоспорт

### Шоссейные гонки
| Дисциплина      | Золото                                                               | Серебро                                                              | Бронза                                                                          |
| Групповая гонка | Сергей Сухорученков (URS)                                            | Чеслав Ланг (POL)                                                    | Юрий Баринов (URS)                                                              |
| Командная гонка | СССР · Юрий Каширин · Олег Логвин · Сергей Шелпаков · Анатолий Яркин | ГДР · Фальк Боден · Бернд Дроган · Олаф Людвиг · Ханс-Йоахим Хартник | Чехословакия · Михал Класа · Властибор Конечный · Алипи Костадинов · Иржи Шкода |

### Трековые гонки
| Дисциплина                    | Золото                                                                                          | Серебро                                                                   | Бронза                                                                  |
| Спринт                        | Лутц Хесслих (GDR)                                                                              | Яве Каар (FRA)                                                            | Сергей Копылов (URS)                                                    |
| Гит                           | Лотар Томс (GDR)                                                                                | Александр Панфилов (URS)                                                  | Дэвид Уэллер (JAM)                                                      |
| Гонка преследования           | Роберт Дилл-Бунди (SUI)                                                                         | Ален Бондю (FRA)                                                          | Ханс-Хенрик Эрстед (DEN)                                                |
| Командная гонка преследования | СССР · Виктор Манаков · Валерий Мовчан · Владимир Осокин · Виталий Петраков · Александр Краснов | ГДР · Херальд Мортаг · Уве Унтервальдер · Матиас Виганд · Фолькер Винклер | Чехословакия · Теодор Черный · Мартин Пенц · Иржи Покорный · Игор Слама |

## Водное поло
| Дисциплина | Золото | Серебро | Бронза |
| Мужчины    | СССРЕвгений Шаронов · Сергей Котенко · Владимир Акимов · Евгений Гришин · Майт Рийсман · Александр Кабанов · Алексей Баркалов · Эркин Шагаев · Георгий Мшвениерадзе · Михаил Иванов · Вячеслав Собченко | ЮгославияЛука Везилич · Зоран Гопчевич · Дамир Полич · Ратко Рудич · Зоран Мустур · Зоран Ройе · Миливой Бебич · Слободан Трифунович · Боско Ложица · Предраг Манойлович · Милорад Кривокапич | ВенгрияЭндре Мольнар · Иштван Сивош · Аттила Шудар · Дьёрдь Герандаш · Дьёрдь Хоркаи · Габор Цапо · Иштван Кишш · Иштван Удварди · Ласло Кунц · Тамаш Фараго · Карой Хауслер |

## Волейбол
| Дисциплина | Золото | Серебро | Бронза |
| Мужчины    | СССРВладимир Дорохов · Александр Ермилов · Вячеслав Зайцев · Владимир Кондра · Валерий Кривов · Фёдор Лащенов · Вильяр Лоор · Олег Молибога · Юрий Панченко · Александр Савин · Павел Селиванов · Владимир Чернышёв           | БолгарияСтоян Гунчев · Христо Стоянов · Димитр Златанов · Димитр Димитров · Стефан Димитров · Йордан Ангелов · Христо Илиев · Петко Петков · Каспар Симеонов · Эмил Вылчев · Митко Тодоров · Цано Цанов       | РумынияКорнелиу Орос · Лауренцу Думэною · Дан Гырляну · Нику Стоян · Сорин Макавей · Константин Стеря · Николае Поп · Гюнтер Энеску · Вальтер Кифу · Мариус Ката-Китига · Флорин Мина · Виорел Манолэ                              |
| Женщины    | СССРЕлена Андреюк · Елена Ахаминова · Светлана Бадулина · Любовь Козырева · Лидия Логинова · Ирина Макогонова · Светлана Никишина · Лариса Павлова · Надежда Радзевич · Наталья Разумова · Ольга Соловова · Людмила Чернышёва | ГДРКатарина Буллин · Анке Вестендорф · Уте Кострцева · Кристин Вальтер-Мумхардт · Хайке Леман · Карин Пюшель · Карла Роффайс · Бригитте Фетцер · Андреа Хайм · Мартина Шмидт · Анетте Шульц · Барбара Чекалла | БолгарияТаня Димитрова · Валентина Харалампиева · Сильвия Петрунова · Анка Узунова · Верка Борисова · Румяна Кайшева · Майя Георгиева · Таня Гогова · Цветана Божурина · Росица Димитрова · Маргарита Герасимова · Галина Станчева |

## Гандбол
| Дисциплина | Золото | Серебро | Бронза |
| Мужчины    | ГДРХанс-Георг Байер · Лотар Дёринг · Гюнтер Драйбродт · Эрнст Герлах · Клаус Грунер · Райнер Хёфт · Ханс-Георг Яуних · Хартмут Крюгер · Петер Рост · Дитмар Шмидт · Виланд Шмидт · Зигфрид Фойгт · Франк-Михаэль Валь · Ингольф Вигерт                             | СССРАлександр Анпилогов · Владимир Белов · Евгений Чернышёв · Анатолий Федюкин · Михаил Ищенко · Александр Каршакевич · Юрий Кидяев · Владимир Кравцов · Сергей Кушнирюк · Виктор Махорин · Вальдемар Новицкий · Владимир Репьев · Николай Томин · Алексей Жук | РумынияШтефан Бирталан · Иосиф Борош · Адриан Косма · Чезар Дрэгэницэ · Мариан Думитру · Корлелиу Дурэу · Александру Фёлькер · Клаудиу Ионеску · Николаэ Мунтяну · Василе Стынгэ · Лучиан Василаке · Некулаи Василкэ · Раду Война · Маричел Войня |
| Женщины    | СССРЛариса Карлова · Татьяна Кочергина · Валентина Лутаева · Алдона Нененене · Любовь Одинокова · Ирина Пальчикова · Людмила Порадник · Юлия Сафина · Лариса Савкина · Сигита Стречень · Наталья Тимошкина · Зинаида Турчина · Ольга Зубарева · Наталья Лукьяненко | ЮгославияСветлана Анастасовска · Мирьяна Джурица · Радмила Дрляча · Катица Илеш · Славица Йеремич · Светлана Китич · Ясна Мердан · Весна Милошевич · Мирьяна Огненович · Весна Радович · Радмила Савич · Ана Титлич · Бисерка Вишнич · Зорица Войинович        | ГДРБиргит Хайнеке · Росвита Краузе · Вальтрауд Кретчмар · Катрин Крюгер · Корнелия Куниш · Эвелин Матц · Кристина Рихтер · Кристина Рост · Сабина Рётер · Рената Рудольф · Марион Титц · Петра Улиг · Клаудия Вундерлих · Ханнелоре Цобер         |

## Гребля на байдарках и каноэ

### Мужчины
| Дисциплина                     | Золото                                                              | Серебро                                                          | Бронза                                                                      |
| Каноэ-одиночки, 500 метров     | Сергей Пострехин (URS)                                              | Любомир Любенов (BUL)                                            | Олаф Хойкродт (GDR)                                                         |
| Каноэ-одиночки, 1000 метров    | Любомир Любенов (BUL)                                               | Сергей Пострехин (URS)                                           | Экхард Лойе (GDR)                                                           |
| Каноэ-двойки, 500 метров       | Венгрия · Ласло Фольтан · Иштван Вашкути                            | Румыния · Иван Пацайкин · Петре Капуста                          | Болгария · Борислав Ананиев · Николай Илков                                 |
| Каноэ-двойки, 1000 метров      | Румыния · Иван Пацайкин · Тома Симьонов                             | ГДР · Олаф Хойкродт · Уве Мадея                                  | СССР · Василий Юрченко · Юрий Лобанов                                       |
| Байдарки-одиночки, 500 метров  | Владимир Парфенович (URS)                                           | Джон Сумеджи (AUS)                                               | Василе Дыба (ROU)                                                           |
| Байдарки-одиночки, 1000 метров | Рюдигер Хельм (GDR)                                                 | Ален Леба (FRA)                                                  | Йон Бырлэдяну (ROU)                                                         |
| Байдарки-двойки, 500 метров    | СССР · Владимир Парфенович · Сергей Чухрай                          | Испания · Эрминио Менендес · Гильермо дель Риего                 | ГДР · Рюдигер Хельм · Бернд Ольбрихт                                        |
| Байдарки-двойки, 1000 метров   | СССР · Владимир Парфенович · Сергей Чухрай                          | Венгрия · Иштван Сабо · Иштван Йоош                              | Испания · Луис Грегорио Рамос · Эрминио Менендес                            |
| Байдарки-четвёрки, 1000 метров | ГДР · Рюдигер Хельм · Бернд Ольбрихт · Харальд Марг · Бернд Дювиньо | Румыния · Михай Зафиу · Василе Дыба · Йон Джантэ · Никушор Ешану | Болгария · Борислав Борисов · Божидар Миленков · Лазар Христов · Иван Манев |

### Женщины
| Дисциплина                    | Золото                              | Серебро                                  | Бронза                               |
| Байдарки-одиночки, 500 метров | Биргит Фишер (GDR)                  | Ваня Гешева (BUL)                        | Антонина Мельникова (URS)            |
| Байдарки-двойки, 500 метров   | ГДР · Карста Генойс · Мартина Бишоф | СССР · Галина Алексеева · Нина Трофимова | Венгрия · Эва Ракус · Мария Закариаш |

## Дзюдо
| Дисциплина           | Золото                    | Серебро               | Бронза                      |
| До 60 кг             | Тьерри Ре (FRA)           | Хосе Родригес (CUB)   | Арамбий Емиж (URS)          |
| До 60 кг             | Тьерри Ре (FRA)           | Хосе Родригес (CUB)   | Тибор Кинчеш (HUN)          |
| До 65 кг             | Николай Солодухин (URS)   | Цэндийн Дамдин (MGL)  | Илиан Недков (BUL)          |
| До 65 кг             | Николай Солодухин (URS)   | Цэндийн Дамдин (MGL)  | Януш Павловский (POL)       |
| До 71 кг             | Эцио Гамба (ITA)          | Нейл Адамс (GBR)      | Равдангийн Даваадалай (MGL) |
| До 71 кг             | Эцио Гамба (ITA)          | Нейл Адамс (GBR)      | Карл-Хайнц Леман (GDR)      |
| До 78 кг             | Шота Хабарели (URS)       | Хуан Феррер (CUB)     | Бернар Чулуян (FRA)         |
| До 78 кг             | Шота Хабарели (URS)       | Хуан Феррер (CUB)     | Харальд Хайнке (GDR)        |
| До 86 кг             | Юрг Рётлисбергер (SUI)    | Исаак Аскуй (CUB)     | Александр Яцкевич (URS)     |
| До 86 кг             | Юрг Рётлисбергер (SUI)    | Исаак Аскуй (CUB)     | Детлеф Улч (GDR)            |
| До 95 кг             | Роберт Ван де Валле (BEL) | Тенгиз Хубулури (URS) | Хенк Нюман (NED)            |
| До 95 кг             | Роберт Ван де Валле (BEL) | Тенгиз Хубулури (URS) | Дитмар Лоренц (GDR)         |
| Свыше 95 кг          | Анджело Паризи (FRA)      | Димитр Запрянов (BUL) | Радомир Ковачевич (YUG)     |
| Свыше 95 кг          | Анджело Паризи (FRA)      | Димитр Запрянов (BUL) | Владимир Коцман (TCH)       |
| Абсолютная категория | Дитмар Лоренц (GDR)       | Анджело Паризи (FRA)  | Артур Мапп (GBR)            |
| Абсолютная категория | Дитмар Лоренц (GDR)       | Анджело Паризи (FRA)  | Андраш Ожвар (HUN)          |

## Конный спорт
| Дисциплина          | Золото | Серебро | Бронза |
| Личная выездка      | Элизабет Тойрер на Мон Шери Австрия                                                                                          | Юрий Ковшов на Игроке СССР | Виктор Угрюмов на Шквале СССР                                                                                                   |
| Командная выездка   | СССР · Юрий Ковшов на Игроке · Виктор Угрюмов на Шквале · Вера Мисевич на Плоте                                              | Болгария · Петр Мандаджиев на Счиборе · Светослав Иванов на Алеко · Георгий Гаджев на Вниматалене                                              | Румыния · Ангелаке Донеску на Доре · Думитру Велику на Децебале · Петре Рошка на Дербисте                                       |
| Личный конкур       | Ян Ковальчик на Артеморе Польша                                                                                              | Николай Корольков на Эспадроне СССР | Хоакин Перес на Алимони Мексика                                                                                                 |
| Командный конкур    | СССР · Вячеслав Чуканов на Гепатите · Виктор Погановский на Топком · Виктор Асмаев на Рейсе · Николай Корольков на Эспадроне | Польша · Мариан Козицкий на Бремене · Ян Ковальчик на Артеморе · Веслав Хартман на Нортоне · Януш Бобик на Шампане                             | Мексика · Хоакин Перес на Алимони · Хесус Гомес на Массакре · Херардо Тассер на Карибе · Альберто Вальдес-младший на Леди Мирке |
| Личное троеборье    | Федерико Роман Эуро на Россинане Италия                                                                                      | Александр Блинов на Галзуне СССР | Юрий Сальников на Пинцете СССР                                                                                                  |
| Командное троеборье | СССР · Александр Блинов на Галзуне · Юрий Сальников на Пинцете · Валерий Волков на Цхети · Сергей Рогожин на Гелеспонте      | Италия · Федерико Роман Эуро на Россинане · Анна Казагранде на Далее · Мауро Роман Эуро на Дуракине IV · Марина Шьоккетти на Рохане де Лекерео | Мексика · Мануэль Мендивиль на Ремембере · Давид Барчена на Бомбоне · Хосе Луис Перес на Келите · Фабиан Васкес на Кокалеко     |

## Лёгкая атлетика

### Мужчины
| Дисциплина                  | Золото                                                                                      | Серебро                                                                           | Бронза                                                                       |
| 100 метров                  | Аллан Уэллс (GBR)                                                                           | Сильвио Леонард (CUB)                                                             | Пётр Петров (BUL)                                                            |
| 200 метров                  | Пьетро Меннеа (ITA)                                                                         | Аллан Уэллс (GBR)                                                                 | Дон Куорри (JAM)                                                             |
| 400 метров                  | Виктор Маркин (URS)                                                                         | Рик Митчелл (AUS)                                                                 | Франк Шаффер (GDR)                                                           |
| 800 метров                  | Стив Оветт (GBR)                                                                            | Себастьян Коу (GBR)                                                               | Николай Киров (URS)                                                          |
| 1500 метров                 | Себастьян Коу (GBR)                                                                         | Юрген Штрауб (GDR)                                                                | Стив Оветт (GBR)                                                             |
| 5000 метров                 | Мирутс Ифтер (ETH)                                                                          | Сулейман Нямбуи (TAN)                                                             | Каарло Маанинка (FIN)                                                        |
| 10 000 метров               | Мирутс Ифтер (ETH)                                                                          | Каарло Маанинка (FIN)                                                             | Мохамед Кедир (ETH)                                                          |
| 110 метров с барьерами      | Томас Мункельт (GDR)                                                                        | Алехандро Касаньяс (CUB)                                                          | Александр Пучков (URS)                                                       |
| 400 метров с барьерами      | Фолькер Бек (GDR)                                                                           | Василий Архипенко (URS)                                                           | Гэри Оукс (GBR)                                                              |
| 3000 метров с препятствиями | Бронислав Малиновский (POL)                                                                 | Филберт Бэйи (TAN)                                                                | Эшету Тура (ETH)                                                             |
| Эстафета 4×100 метров       | СССР · Владимир Муравьёв · Николай Сидоров · Андрей Прокофьев · Александр Аксинин           | Польша · Зенон Личнерский · Лешек Дунецкий · Мариан Воронин · Кшиштоф Зволиньский | Франция · Патрик Барре · Паскаль Барре · Эрман Панзо · Антуан Ришар          |
| Эстафета 4×400 метров       | СССР · Виктор Маркин · Римигиюс Валюлис · Михаил Линге · Николай Чернецкий · Виктор Бураков | ГДР · Клаус Тиле · Андреас Кнебель · Франк Шаффер · Фолькер Бек                   | Италия · Роберто Тоцци · Мауро Дзулиани · Стефано Малинверни · Пьетро Меннеа |
| Марафон                     | Вальдемар Церпински (GDR)                                                                   | Герард Нейбур (NED)                                                               | Сатымкул Джуманазаров (URS)                                                  |
| Ходьба на 20 км             | Маурицио Дамилано (ITA)                                                                     | Пётр Поченчук (URS)                                                               | Роланд Визер (GDR)                                                           |
| Ходьба на 50 км             | Хартвиг Гаудер (GDR)                                                                        | Хорхе Льопарт (ESP)                                                               | Евгений Ивченко (URS)                                                        |
| Прыжки в длину              | Луц Домбровски (GDR)                                                                        | Франк Пашек (GDR)                                                                 | Валерий Подлужный (URS)                                                      |
| Тройной прыжок              | Яак Уудмяэ (URS)                                                                            | Виктор Санеев (URS)                                                               | Жуан Карлуш ди Оливейра (BRA)                                                |
| Прыжки в высоту             | Герд Вессиг (GDR)                                                                           | Яцек Вшола (POL)                                                                  | Йорг Фраймут (GDR)                                                           |
| Прыжки с шестом             | Владислав Козакевич (POL)                                                                   | Константин Волков (URS)                                                           | Не присуждалась                                                              |
| Прыжки с шестом             | Владислав Козакевич (POL)                                                                   | Тадеуш Слюсарский (POL)                                                           | Не присуждалась                                                              |
| Толкание ядра               | Владимир Киселёв (URS)                                                                      | Александр Барышников (URS)                                                        | Удо Байер (GDR)                                                              |
| Метание диска               | Виктор Ращупкин (URS)                                                                       | Имрих Бугар (TCH)                                                                 | Луис Делис (CUB)                                                             |
| Метание копья               | Дайнис Кула (URS)                                                                           | Александр Макаров (URS)                                                           | Вольфганг Ханиш (GDR)                                                        |
| Метание молота              | Юрий Седых (URS)                                                                            | Сергей Литвинов (URS)                                                             | Юри Тамм (URS)                                                               |
| Десятиборье                 | Дейли Томпсон (GBR)                                                                         | Юрий Куценко (URS)                                                                | Сергей Желанов (URS)                                                         |

### Женщины
| Дисциплина             | Золото | Серебро                                                                    | Бронза                                                                                |
| 100 метров             | Людмила Кондратьева (URS)                                                                                     | Марлис Гёр (GDR)                                                           | Ингрид Ауэрсвальд (GDR)                                                               |
| 200 метров             | Бербель Вёккель (GDR)                                                                                         | Наталья Бочина (URS)                                                       | Мерлин Отти (JAM)                                                                     |
| 400 метров             | Марита Кох (GDR)                                                                                              | Ярмила Кратохвилова (TCH)                                                  | Кристина Латан (GDR)                                                                  |
| 800 метров             | Надежда Олизаренко (URS)                                                                                      | Ольга Минеева (URS)                                                        | Татьяна Провидохина (URS)                                                             |
| 1500 метров            | Татьяна Казанкина (URS)                                                                                       | Кристиане Вартенберг (GDR)                                                 | Надежда Олизаренко (URS)                                                              |
| 100 метров с барьерами | Вера Комисова (URS)                                                                                           | Йоханна Клир (GDR)                                                         | Люцина Лангер (POL)                                                                   |
| Эстафета 4×100 метров  | ГДР · Роми Мюллер · Бербель Вёккель · Ингрид Ауэрсвальд · Марлис Гёр                                          | СССР · Вера Комисова · Людмила Маслакова · Вера Анисимова · Наталья Бочина | Великобритания · Хизер Хант · Кэти Смоллвуд · Беверли Годдард · Соня Ланнамен         |
| Эстафета 4×400 метров  | СССР · Татьяна Пророченко · Татьяна Гойщик · Нина Зюськова · Ирина Назарова · Ольга Минеева · Людмила Чернова | ГДР · Барбара Круг · Габриеле Лёве · Кристина Латан · Марита Кох           | Великобритания · Линси Макдональд · Мишель Проберт · Джослин Хойт-Смит · Донна Хартли |
| Прыжки в длину         | Татьяна Колпакова (URS)                                                                                       | Бригита Вуяк (GDR)                                                         | Татьяна Скачко (URS)                                                                  |
| Прыжки в высоту        | Сара Симеони (ITA)                                                                                            | Урсула Келян (POL)                                                         | Ютта Кирст (GDR)                                                                      |
| Толкание ядра          | Илона Слупянек (GDR)                                                                                          | Светлана Крачевская (URS)                                                  | Маргитта Дрёзе-Пуфе (GDR)                                                             |
| Метание диска          | Эвелин Яль (GDR)                                                                                              | Мария Петкова (BUL)                                                        | Татьяна Лесовая (URS)                                                                 |
| Метание копья          | Мария Колон (CUB)                                                                                             | Саида Гунба (URS)                                                          | Уте Хоммола (GDR)                                                                     |
| Пятиборье              | Надежда Ткаченко (URS)                                                                                        | Ольга Рукавишникова (URS)                                                  | Ольга Курагина (URS)                                                                  |

## Парусный спорт
| Дисциплина        | Золото                                                         | Серебро                                                      | Бронза                                                                  |
| Финн              | Эско Рекхардт (FIN)                                            | Вольфганг Майрхофер (AUT)                                    | Андрей Балашов (URS)                                                    |
| 470               | Бразилия · Маркос Соарес · Эдуардо Пенидо                      | ГДР · Йорн Боровски · Эгберт Свенссон                        | Финляндия · Йоуко Линдгрен · Георг Тальберг                             |
| Летучий голландец | Испания · Алехандро Абаскаль · Мигель Ногер                    | Ирландия · Дэвид Уилкинс · Джеймс Уилкинсон                  | Венгрия · Сабольч Детре · Жолт Детре                                    |
| Солинг            | Дания · Вальдемар Бандоловски · Эрик Хансен · Поуль Хёй-Йенсен | СССР · Борис Будников · Александр Будников · Николай Поляков | Греция · Анастасиос Будурис · Анастасиос Гаврилис · Аристидис Рапанакис |
| Звёздный          | СССР · Валентин Манкин · Александр Музыченко                   | Австрия · Хуберт Раудашль · Карл Ферстль                     | Италия · Джорджо Горла · Альфио Перабони                                |
| Торнадо           | Бразилия · Ларс Сигурд Бьоркстрём · Алешандре Велтер           | Дания · Петер Дуэ · Пер Кьергорд                             | Швеция · Йёран Марстрём · Йорген Рагнарссон                             |

## Плавание

### Мужчины
| Дисциплина                            | Золото | Серебро | Бронза                                                                                              |
| 100 метров вольным стилем             | Йорг Войте (GDR) | Пер Хольмерц (SWE) | Пер Юханссон (SWE)                                                                                  |
| 200 метров вольным стилем             | Сергей Копляков (URS) | Андрей Крылов (URS) | Грэм Брюэр (AUS)                                                                                    |
| 400 метров вольным стилем             | Владимир Сальников (URS) | Андрей Крылов (URS) | Ивар Стуколкин (URS)                                                                                |
| 1500 метров вольным стилем            | Владимир Сальников (URS) | Александр Чаев (URS) | Макс Метцкер (AUS)                                                                                  |
| 100 метров баттерфляем                | Пер Арвидссон (SWE) | Рогер Питтель (GDR) | Давид Лопес-Суберо (ESP)                                                                            |
| 200 метров баттерфляем                | Сергей Фесенко (URS) | Фил Хаббл (GBR) | Рогер Питтель (GDR)                                                                                 |
| 100 метров на спине                   | Бенгт Барон (SWE) | Виктор Кузнецов (URS) | Владимир Долгов (URS)                                                                               |
| 200 метров на спине                   | Шандор Владар (HUN) | Золтан Веррасто (HUN) | Марк Керри (AUS)                                                                                    |
| 100 метров брассом                    | Данкан Гудхью (GBR) | Арсен Мискаров (URS) | Питер Эванс (AUS)                                                                                   |
| 200 метров брассом                    | Робертас Жулпа (URS) | Альбан Вермеш (HUN) | Арсен Мискаров (URS)                                                                                |
| 400 метров комплексным плаванием      | Александр Сидоренко (URS)                                                                                                   | Сергей Фесенко (URS) | Золтан Веррасто (HUN)                                                                               |
| Эстафета 4×200 метров вольным стилем  | СССР · Сергей Копляков · Владимир Сальников · Ивар Стуколкин · Андрей Крылов · Сергей Русин · Сергей Красюк · Юрий Присекин | ГДР · Франк Пфютце · Йорг Войте · Детлеф Грабс · Райнер Штробах · Франк Кюне                                                                                | Бразилия · Жоржи Фернандис · Маркус Маттиоли · Сиру Делгаду · Джан Мадруга                          |
| Эстафета 4×100 метров комбинированная | Австралия · Марк Керри · Питер Эванс · Марк Тонелли · Нил Брукс · Гленн Пэтчинг                                             | СССР · Виктор Кузнецов · Арсен Мискаров · Евгений Середин · Сергей Копляков · Владимир Шеметов · Александр Федоровский · Алексей Марковский · Сергей Красюк | Великобритания · Гэри Абрахам · Данкан Гудхью · Дэвид Лоу · Мартин Смит · Пол Маршалл · Марк Тейлор |

### Женщины
| Дисциплина                            | Золото                                                                               | Серебро | Бронза |
| 100 метров вольным стилем             | Барбара Краузе (GDR)                                                                 | Карен Метчук (GDR)                                                                                                   | Инес Дирс (GDR) |
| 200 метров вольным стилем             | Барбара Краузе (GDR)                                                                 | Инес Дирс (GDR) | Кармела Шмидт (GDR)                                                                                                   |
| 400 метров вольным стилем             | Инес Дирс (GDR)                                                                      | Петра Шнайдер (GDR)                                                                                                  | Кармела Шмидт (GDR)                                                                                                   |
| 800 метров вольным стилем             | Мишель Форд (AUS)                                                                    | Инес Дирс (GDR) | Хайке Дене (GDR) |
| 100 метров баттерфляем                | Карен Метчук (GDR)                                                                   | Андреа Поллак (GDR)                                                                                                  | Кристиане Кнаке (GDR)                                                                                                 |
| 200 метров баттерфляем                | Инес Гайсслер (GDR)                                                                  | Сибиль Шёнрок (GDR)                                                                                                  | Мишель Форд (AUS) |
| 100 метров на спине                   | Рика Райниш (GDR)                                                                    | Ина Клебер (GDR) | Петра Ридель (GDR) |
| 200 метров на спине                   | Рика Райниш (GDR)                                                                    | Корнелия Полит (GDR)                                                                                                 | Биргит Трайбер (GDR)                                                                                                  |
| 100 метров брассом                    | Уте Гевенигер (GDR)                                                                  | Эльвира Василькова (URS)                                                                                             | Сусанне Нильссон (DEN)                                                                                                |
| 200 метров брассом                    | Лина Качюшите (URS)                                                                  | Светлана Варганова (URS)                                                                                             | Юлия Богданова (URS)                                                                                                  |
| 400 метров комплексным плаванием      | Петра Шнайдер (GDR)                                                                  | Шэрон Дэвис (GBR) | Агнешка Чопек (POL)                                                                                                   |
| Эстафета 4×100 метров вольным стилем  | ГДР · Барбара Краузе · Карен Метчук · Инес Дирс · Зарина Хюльзенбек · Кармела Шмидт  | Швеция · Карина Юнгдаль · Тина Густафссон · Агнета Мортенссон · Агнета Эрикссон · Биргитта Йёнссон · Хелена Петерсон | Нидерланды · Конни ван Бентум · Вилма ван Велсен · Регги де Йонг · Аннелиз Мас                                        |
| Эстафета 4×100 метров комбинированная | ГДР · Рика Райниш · Уте Гевенигер · Андреа Поллак · Карен Метчук · Зарина Хюльзенбек | Великобритания · Хелен Джеймсон · Маргарет Келли · Энн Осгерби · Джун Крофт                                          | СССР · Елена Круглова · Эльвира Василькова · Алла Грищенкова · Наталья Струнникова · Ирина Аксёнова · Ольга Клевакина |

## Прыжки в воду

### Мужчины
| Дисциплина        | Золото                  | Серебро                | Бронза                 |
| Трамплин, 3 метра | Александр Портнов (URS) | Карлос Хирон (MEX)     | Джорджо Каньотто (ITA) |
| Вышка, 10 метров  | Фальк Хоффман (GDR)     | Владимир Алейник (URS) | Давид Амбарцумян (URS) |

### Женщины
| Дисциплина        | Золото               | Серебро               | Бронза              |
| Трамплин, 3 метра | Ирина Калинина (URS) | Мартина Прёбер (GDR)  | Карин Гутке (GDR)   |
| Вышка, 10 метров  | Мартина Ешке (GDR)   | Сирвард Эмирзян (URS) | Лиана Цотадзе (URS) |

## Современное пятиборье
| Дисциплина           | Золото                                                    | Серебро                                                   | Бронза                                                        |
| Личное первенство    | Анатолий Старостин (URS)                                  | Тамаш Сомбатхейи (HUN)                                    | Павел Леднёв (URS)                                            |
| Командное первенство | СССР · Анатолий Старостин · Павел Леднёв · Евгений Липеев | Венгрия · Тамаш Сомбатхейи · Тибор Марачко · Ласло Хорват | Швеция · Сванте Расмусон · Леннарт Петтерссон · Георге Хорват |

## Спортивная гимнастика

### Мужчины
| Дисциплина           | Золото | Серебро                                                                                               | Бронза                                                                                               |
| Личное многоборье    | Александр Дитятин (URS)                                                                                            | Николай Андрианов (URS)                                                                               | Стоян Делчев (BUL)                                                                                   |
| Командное многоборье | СССР · Александр Дитятин · Николай Андрианов · Александр Ткачёв · Эдуард Азарян · Богдан Макуц · Владимир Маркелов | ГДР · Роланд Брюкнер · Михаэль Николаи · Луц Хоффман · Ральф-Петер Хемман · Андреас Бронст · Лутц Мак | Венгрия · Ференц Донат · Золтан Мадьяр · Петер Ковач · Дьёрдь Гуцоги · Иштван Вамош · Золтан Келемен |
| Опорный прыжок       | Николай Андрианов (URS)                                                                                            | Александр Дитятин (URS)                                                                               | Роланд Брюкнер (GDR)                                                                                 |
| Вольные упражнения   | Роланд Брюкнер (GDR)                                                                                               | Николай Андрианов (URS)                                                                               | Александр Дитятин (URS)                                                                              |
| Конь                 | Золтан Мадьяр (HUN)                                                                                                | Александр Дитятин (URS)                                                                               | Михаэль Николаи (GDR)                                                                                |
| Кольца               | Александр Дитятин (URS)                                                                                            | Александр Ткачёв (URS)                                                                                | Иржи Табак (TCH)                                                                                     |
| Параллельные брусья  | Александр Ткачёв (URS)                                                                                             | Александр Дитятин (URS)                                                                               | Роланд Брюкнер (GDR)                                                                                 |
| Перекладина          | Стоян Делчев (BUL)                                                                                                 | Александр Дитятин (URS)                                                                               | Николай Андрианов (URS)                                                                              |

### Женщины
| Дисциплина           | Золото | Серебро | Бронза                                                                                          |
| Личное многоборье    | Елена Давыдова (URS)                                                                                         | Макси Гнаук (GDR)                                                                                          | Не присуждалась                                                                                 |
| Личное многоборье    | Елена Давыдова (URS)                                                                                         | Надя Команечи (ROU)                                                                                        | Не присуждалась                                                                                 |
| Командное многоборье | СССР · Елена Давыдова · Наталья Шапошникова · Нелли Ким · Мария Филатова · Стелла Захарова · Елена Наймушина | Румыния · Эмилия Эберле · Надя Команечи · Родика Дунка · Мелита Рюн · Кристина Григораш · Думитрица Турнер | ГДР · Макси Гнаук · Катарина Ренш · Штеффи Крекер · Биргит Зюсс · Сильвия Хиндорф · Карола Зубе |
| Опорный прыжок       | Наталья Шапошникова (URS)                                                                                    | Штеффи Крекер (GDR)                                                                                        | Мелита Рюн (ROU)                                                                                |
| Разновысокие брусья  | Макси Гнаук (GDR)                                                                                            | Эмилия Эберле (ROU)                                                                                        | Мелита Рюн (ROU)                                                                                |
| Разновысокие брусья  | Макси Гнаук (GDR)                                                                                            | Эмилия Эберле (ROU)                                                                                        | Мария Филатова (URS)                                                                            |
| Разновысокие брусья  | Макси Гнаук (GDR)                                                                                            | Эмилия Эберле (ROU)                                                                                        | Штеффи Крекер (GDR)                                                                             |
| Бревно               | Надя Команечи (ROU)                                                                                          | Елена Давыдова (URS)                                                                                       | Наталья Шапошникова (URS)                                                                       |
| Вольные упражнения   | Нелли Ким (URS)                                                                                              | Не присуждалось                                                                                            | Макси Гнаук (GDR)                                                                               |
| Вольные упражнения   | Надя Команечи (ROU)                                                                                          | Не присуждалось                                                                                            | Наталья Шапошникова (URS)                                                                       |

## Стрельба
| Дисциплина                                        | Золото                      | Серебро                   | Бронза                 |
| Произвольный пистолет на 50 м                     | Александр Мелентьев СССР    | Харальд Фолльмар ГДР      | Любчо Дьяков Болгария  |
| Малокалиберная винтовка из положения лёжа на 50 м | Карой Варга Венгрия         | Хелльфрид Хайльфорт ГДР   | Пётр Запрянов Болгария |
| Малокалиберная винтовка из 3 положений на 50 м    | Виктор Власов СССР          | Бернд Хартштайн ГДР       | Свен Юханссон Швеция   |
| Скорострельный пистолет на 25 м                   | Корнелиу Ион Румыния        | Юрген Вифель ГДР          | Герхард Петрич Австрия |
| Олимпийский трап                                  | Лучано Джованнетти Италия   | Рустам Ямбулатов СССР     | Йорг Дамме ГДР         |
| Скит                                              | Ханс Кьелль Расмуссен Дания | Ларс-Ёран Карлссон Швеция | Роберто Кастрильо Куба |
| Подвижная мишень на 50 м                          | Игорь Соколов СССР          | Томас Пфеффер ГДР         | Александр Газов СССР   |

## Стрельба из лука
| Дисциплина | Золото                    | Серебро                | Бронза                  |
| Мужчины    | Томи Пойколайнен (FIN)    | Борис Исаченко (URS)   | Джанкарло Феррари (ITA) |
| Женщины    | Кетеван Лосаберидзе (URS) | Наталья Бутузова (URS) | Пяйви Мерилуото (FIN)   |

## Тяжёлая атлетика
| Дисциплина   | Золото                   | Серебро                 | Бронза                  |
| До 52 кг     | Каныбек Осмоналиев (URS) | Хо Бон Чхоль (PRK)      | Хан Гён Си (PRK)        |
| До 56 кг     | Даниэль Нуньес (CUB)     | Юрий Саркисян (URS)     | Тадеуш Дембончик (POL)  |
| До 60 кг     | Виктор Мазин (URS)       | Стефан Димитров (BUL)   | Марек Северын (POL)     |
| До 67,5 кг   | Янко Русев (BUL)         | Йоахим Кунц (GDR)       | Минчо Пашов (BUL)       |
| До 75 кг     | Асен Златев (BUL)        | Александр Первий (URS)  | Неделчо Колев (BUL)     |
| До 82,5 кг   | Юрий Варданян (URS)      | Благой Благоев (BUL)    | Душан Полячик (TCH)     |
| До 90 кг     | Петер Бачако (HUN)       | Румен Александров (BUL) | Франк Мантек (GDR)      |
| До 100 кг    | Ота Заремба (TCH)        | Игорь Никитин (URS)     | Альберто Бланко (CUB)   |
| До 110 кг    | Леонид Тараненко (URS)   | Валентин Христов (BUL)  | Дьёрдь Салаи (HUN)      |
| Свыше 110 кг | Султан Рахманов (URS)    | Юрген Хойзер (GDR)      | Тадеуш Рутковский (POL) |

## Фехтование

### Мужчины
| Дисциплина       | Золото                                                                                        | Серебро                                                                                            | Бронза                                                                                              |
| Шпага            | Юхан Харменберг (SWE)                                                                         | Эрнё Кольцонаи (HUN)                                                                               | Филипп Рибу (FRA)                                                                                   |
| Командная шпага  | Франция · Филипп Рибу · Патрик Пико · Юбер Гарда · Филипп Буасс · Мишель Салесс               | Польша · Пётр Яблковский · Анджей Лис · Лешек Сворновский · Людомир Хроновский · Мариуш Стшалка    | СССР · Владимир Смирнов · Борис Лукомский · Александр Абушахметов · Ашот Карагян · Александр Можаев |
| Рапира           | Владимир Смирнов (URS)                                                                        | Паскаль Жолио (FRA)                                                                                | Александр Романьков (URS)                                                                           |
| Командная рапира | Франция · Дидье Фламан · Паскаль Жолио · Брюно Бошри · Филипп Боннен · Фредерик Петрушка      | СССР · Владимир Смирнов · Александр Романьков · Сабиржан Рузиев · Ашот Карагян · Владимир Лапицкий | Польша · Адам Робак · Богуслав Зых · Лех Козеёвский · Мариан Сыпневский                             |
| Сабля            | Виктор Кровопусков (URS)                                                                      | Михаил Бурцев (URS)                                                                                | Имре Гедёвари (HUN)                                                                                 |
| Командная сабля  | СССР · Виктор Кровопусков · Михаил Бурцев · Виктор Сидяк · Владимир Назлымов · Николай Алёхин | Италия · Микеле Маффеи · Марио Альдо Монтано · Марко Романо · Фердинандо Меглио · Джованни Скальцо | Венгрия · Имре Гедёвари · Рудольф Небальд · Пал Геревич · Ференц Хамманг · Дьёрдь Небальд           |

### Женщины
| Дисциплина       | Золото                                                                                                   | Серебро                                                                                      | Бронза                                                                                      |
| Рапира           | Паскаль Тренке-Ашен (FRA)                                                                                | Магда Марош (HUN)                                                                            | Барбара Высочаньская (POL)                                                                  |
| Командная рапира | Франция · Паскаль Тренке-Ашен · Брижитт Латрилль-Годен · Изабелль Бегар · Вероник Брукье · Кристин Мюзьо | СССР · Валентина Сидорова · Наиля Гилязова · Елена Белова · Ирина Ушакова · Лариса Цагараева | Венгрия · Ильдико Шварценбергер · Магда Марош · Гертруд Штефанек · Жужанна Сёч · Эдит Ковач |

## Футбол
| Дисциплина | Золото | Серебро | Бронза |
| Мужчины    | ЧехословакияСтанислав Семан · Ярослав Нетоличка · Людек Мацела · Йозеф Мазура · Либор Радимец · Зденек Рыгель · Ладислав Визек · Ян Бергер · Индржих Свобода · Петр Немец · Любомир Поклуда · Вернер Личка · Олдржих Ротт · Франтишек Штамбахр · Ростислав Вацлавичек · Франтишек Кунзо · Зденек Шрейнер | ГДРБодо Рудваляйт · Бернд Якубовски · Норберт Трилофф · Маттиас Мюллер · Лотар Хаузе · Маттиас Либерс · Артур Ульрих · Рюдигер Шнупхазе · Франк Терлецки · Франк Баум · Вольф-Рюдигер Нец · Дитер Кюн · Вернер Петер · Вольфганг Штайнбах · Франк Улиг · Юрген Берингер · Андреас Траутман | СССРРинат Дасаев · Владимир Пильгуй · Тенгиз Сулаквелидзе · Александр Чивадзе · Вагиз Хидиятуллин · Олег Романцев · Сергей Балтача · Сергей Никулин · Сергей Шавло · Владимир Бессонов · Юрий Гаврилов · Фёдор Черенков · Хорен Оганесян · Александр Прокопенко · Сергей Андреев · Валерий Газзаев · Реваз Челебадзе |

## Хоккей на траве
| Дисциплина | Золото | Серебро | Бронза |
| Мужчины    | ИндияАллан Шофилд · Бир Бахадур Четтри · Сильванус Дун Дун · Раджиндер Сингх · Девиндер Сингх · Гурмаил Сингх · Равиндер Пал Сингх · Васудеван Бхаcкаран · Сомая Манейпандей · Махарадж Каушик · Чаранджит Кумар · Мервин Фернандис · Амарджит Сингх Рана · Мухаммад Шахид · Зафар Икбал · Суриндер Сингх Содхи | ИспанияХосе Мигель Гарсия · Хуан Амат Фонтаналс · Сантьяго Малгоса · Рафаэль Гарралда · Франциско Фабрегас · Хуан Луис Коген · Рикардо Кабот Дюран · Хайме Аброс · Карлос Рока Портолес · Хуан Пеллон Фернандес · Мигель де Пас · Мигель Чавес · Хуан Арбос Перарнау · Хавьер Кабот Дюран · Паулино Монсальве Балестерос · Хайме Зумалакарреги | СССРВладимир Плешаков · Вячеслав Лампеев · Леонид Павловский · Сос Айрапетян · Фарид Зигангиров · Валерий Беляков · Сергей Клевцов · Олег Загороднев · Александр Гусев · Сергей Плешаков · Михаил Ничепуренко · Миннеулла Азизов · Александр Сычёв · Александр Мясников · Виктор Депутатов · Александр Гончаров |
| Женщины    | ЗимбабвеАрлин Боксолл · Сара Инглиш · Энн Грант · Бренда Филлипс · Пэт Маккиллоп · Соня Робертсон · Триш Дэвис · Морин Джордж · Линда Уотсон · Сью Хаггетт · Джилл Каули · Лиз Чейз · Сэнди Чик · Хелен Волк · Крис Принслу · Антеа Стюарт                                                                      | ЧехословакияБерта Груба · Ивета Шранкова · Ирина Чермакова · Марта Урбанова · Ида Губачкова · Алена Киселикова · Кветослава Петричкова · Мария Сикорова · Ленка Вымазалова · Ирина Кржижова · Ирина Кадлецова · Милада Блажкова · Яна Лаходова · Ирина Хайкова · Вера Подганиева · Ярмила Краличкова                                           | СССРГалина Инжуватова · Нелли Горбаткова · Валентина Заздравных · Надежда Овечкина · Нателла Красникова · Наталья Быкова · Лидия Глубокова · Галина Вьюжанина · Наталья Бузунова · Лейла Ахмерова · Надежда Филиппова · Елена Гурьева · Татьяна Ембахтова · Татьяна Швыганова · Алина Хам · Людмила Фролова     |